# Geusfeld
Geusfeld ist ein Gemeindeteil der Gemeinde Rauhenebrach im unterfränkischen Landkreis Haßberge in Bayern.

## Geografische Lage
Das Kirchdorf Geusfeld befindet sich im Westen des Rauhenebracher Gemeindegebiets. Im Norden beginnt mit dem gemeindefreien Gebiet Wustvieler Forst der Landkreis Schweinfurt. Östlich, entlang der Rauhen Ebrach, liegt der Rauhenebracher Gemeindeteil Wustviel. Im Westen beginnt wiederum der Landkreis Schweinfurt, dort liegt die Gemeinde Michelau im Steigerwald. Die nächste Siedlung im Süden ist Ebrach im oberfränkischen Landkreis Bamberg. Weiter westlich befindet sich der Rauhenebracher Gemeindeteil Waldschwind.

## Geschichte
Erstmals erwähnt wurde Geusfeld als „Gulsfelt“ im Jahr 1303. Die Herkunft des Ortsnamens lässt unterschiedliche Deutungen zu. So kann der Name als „Feld des Gulich“ auf einen fränkischen Adeligen zurückgehen oder der Ort früher für seine Pferdezucht, als „Feld der Gäule“, bekannt gewesen sein. Die Gemarkung von Geusfeld war jahrhundertelang in den Händen mehrerer Dorfherren. So waren die Fuchs, die Hainach, die Schaumberg, die Schwarzenberg und die Geyer von Giebelstadt hier begütert.
Konrad Geyer von Giebelstadt veräußerte seinen Dorfanteil am 28. Februar 1587 an den Hofrat und Amtmann Valentin Echter von Mespelbrunn, dem Bruder des Fürstbischofs Julius. Valentin blieb aber nur kurz im Besitz des Dorfes, denn er tauschte am 27. Juli 1587 die Güter in Geusfeld gegen einige Besitzungen in Gaibach, die dem Kloster Ebrach gehört hatten. Fortan war auch das Zisterzienserkloster hier begütert.
Geusfeld war lange Zeit eine Gemeinde im Landkreis Gerolzhofen. Am 1. Juli 1972 schloss es sich mit einigen anderen Steigerwaldorten zur Gemeinde Rauhenebrach zusammen und war fortan Teil des Landkreises Haßberge.

## Kultur und Sehenswürdigkeiten

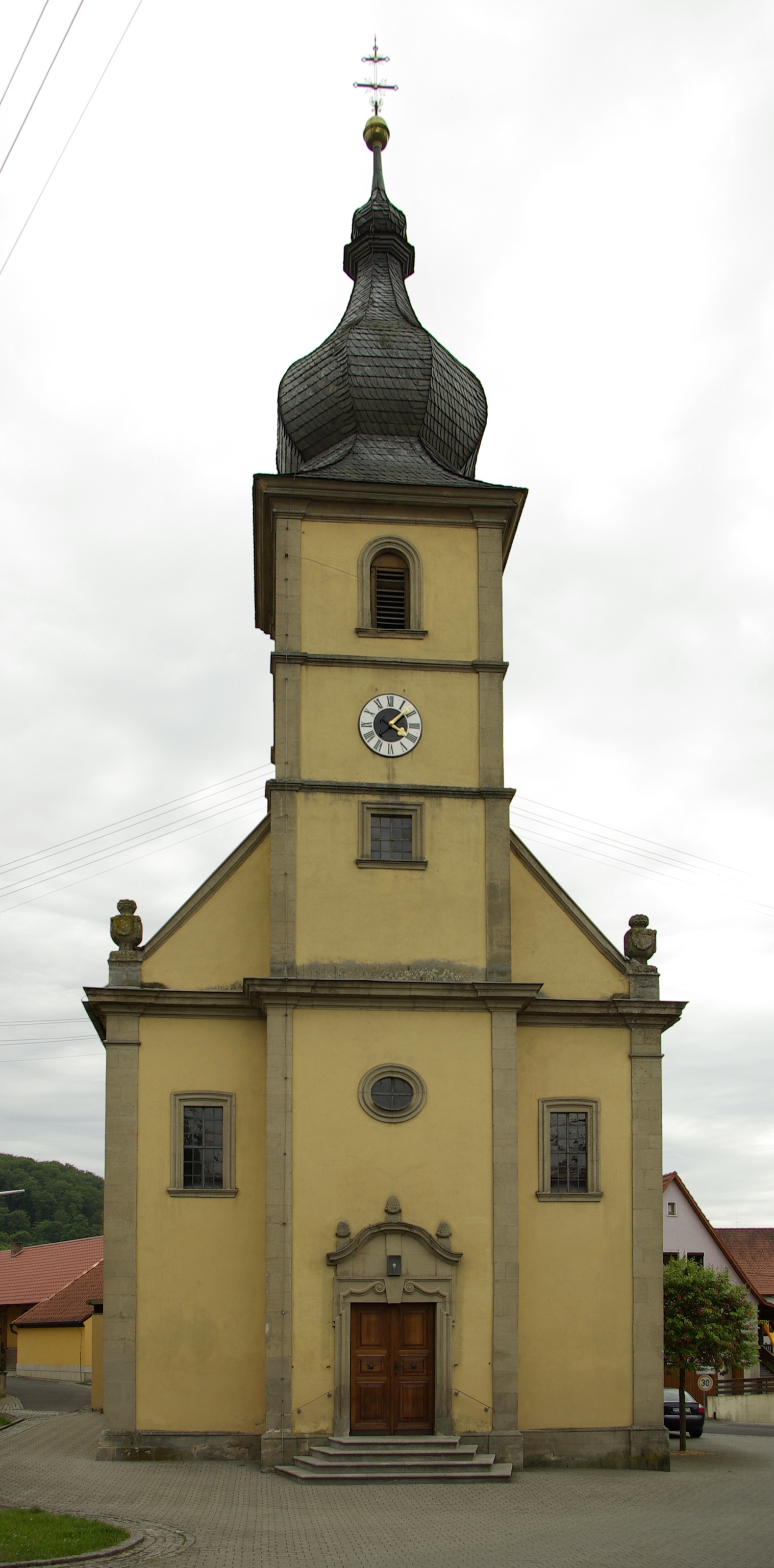
Die Kirche St. Martin in Geusfeld

### Baudenkmäler
Den Mittelpunkt des Dorfes bildet die katholische Kuratiekirche St. Martin. Wahrscheinlich entstand an der Stelle bereits im 17. Jahrhundert ein Gotteshaus, dessen Fundamente man in den Neubau des Jahres 1781 mit einbezog. Der Ostturm bildet die Fassade und schließt mit einer geschnürten Kuppel ab. Der Hochaltar stammt aus der Zeit um 1700, in seinem Mittelpunkt ist das Bild des heiligen Martin aus dem Jahr 1783 angebracht. Die Seitenaltäre kamen um 1755 in die Kirche. Ältestes Element der Ausstattung ist eine Sebastiansfigur aus der Zeit der Spätgotik.
Eine Art Kapelle stellt das Ehrenmal für die Gefallenen des Ersten Weltkriegs dar. Es wurde im Jahr 1927 vom Künstler Heinz Schiestl geschaffen und schließt mit einem verschieferten Walmdach ab. Ein niedriges Wohnstallhaus aus dem Jahr 1829 wurde ebenso als Baudenkmal eingeordnet wie ein Portal mit der Figur der heiligen Elisabeth. Eine Besonderheit ist der sogenannte Kutzelstein, ein spätmittelalterlicher Kreuzstein. Um den Stein rankt sich eine Sage.

### Sage
An der alten Straße nach Waldschwind befindet sich der sogenannte Kutzelstein. Hier sollen zwei Mädchen ihr Vieh gehütet und sich aus Langeweile gegenseitig zu Tode gekitzelt haben. Wahrscheinlich geht der Name des Steins jedoch auf das Flurstück „Kutzelgraben“ zurück, wo vor allem Obstbäume standen. Sie wurden zu „Hutzeln“ gedörrt.